# Station Finnentrop
Station Finnentrop is een spoorwegstation in de Duitse gemeente Finnentrop.   